# Mojácar
Mojácar község Spanyolországban, Almería tartományban. Lakosainak száma 7517 fő (2024).

## Földrajza
Mojácar Carboneras, Turre, Vera és Garrucha községekkel határos.

## Népesség
A település lakosságának változását az alábbi diagram mutatja:
| Lakosok száma | 4983 | 5375 | 6406 | 7581 | 8090 | 6838 | 6490 | 6403 | 7257 | 7517 |
|               | 2001 | 2004 | 2006 | 2009 | 2011 | 2014 | 2016 | 2019 | 2021 | 2024 |